# Nama flavescens
Nama flavescens är en strävbladig växtart som beskrevs av T. S. Brandegee. Nama flavescens ingår i släktet Nama och familjen strävbladiga växter. Inga underarter finns listade i Catalogue of Life.